# State of the World (cântec de Janet Jackson)
„State of the World” este un cântec al interpretei americane Janet Jackson. Piesa a fost compusă de Jimmy Jam și Terry Lewis și Jackson, fiind inclusă pe cel de-al patrulea material discografic de studio al artistei, Rhythm Nation 1814. „State of the World” a ocupat locul 93 în Australia, nefiind disponibil pentru comercializare în S.U.A.. În absența unor compact discuri înregistrarea nu a fost eligibilă să intre în lcasamentele Billboard Hot 100 sau Billboard Hot R&B/Hip-Hop Songs, intrând doar în ierarhiile radio.

## Clasamente
| Clasament                          | Poziția maximă | Referință |
| ---------------------------------- | -------------- | --------- |
| Australian Singles Chart           | 93             | [ 3 ]     |
| U.S. Billboard Hot Airplay         | 5              | [ 4 ]     |
| U.S. Billboard Hot Dance Club Play | 9              | [ 2 ]     |